# Katharine Hamnett

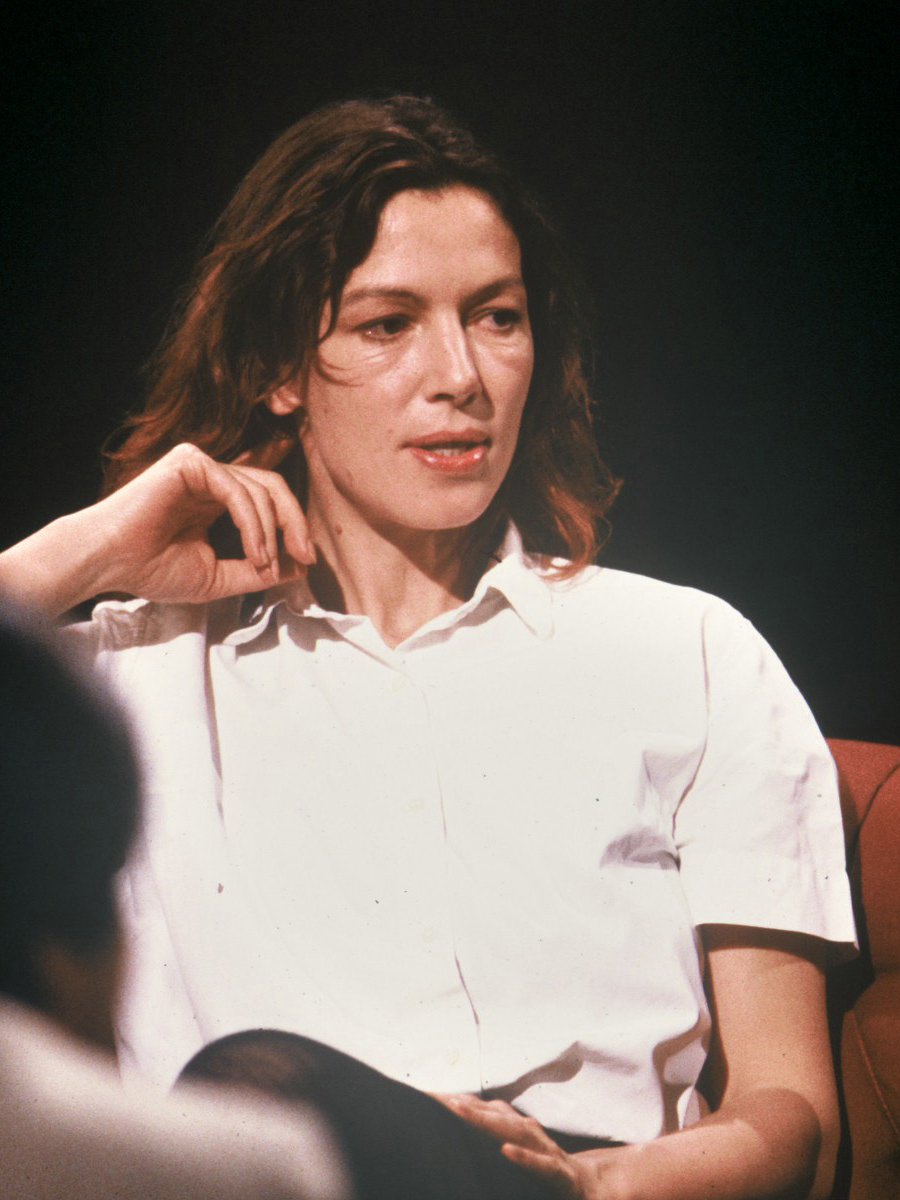
Katharine Hamnett, 1988

Katharine Hamnett, CBE (* 16. August 1947 in Gravesend, Kent) ist eine britische Modedesignerin. Sie wurde durch Slogan-T-Shirts bekannt und machte ausgewaschene und zerrissene Jeans laufstegtauglich. Sie setzt sich für strikte ethische Standards in der Modeindustrie ein.

## Leben
Hamnett kam als Tochter eines Mitglieds der Royal Air Force in Gravesend zur Welt. Die Familie zog nach Frankreich, als Hamnett fünf Jahre alt war; weitere Umzüge nach Rumänien und Schweden (Stockholm) folgten. Sie studierte von 1965 bis 1969 am Central Saint Martins College of Art and Design in London Modedesign. Hamnett gründete 1969 mit Anne Buck das Label Tuttabankem, mit dem sie bis 1974 aktiv war und das in London und Paris gezeigt wurde. Es folgten einige Jahre als freie Modedesignerin, bevor sie 1979 ihr Modelabel Katharine Hamnett London gründete. Seit 1981 produziert sie neben Damen- auch Herrenmode.
Hamnetts Mode wird in mehreren Flagshipstores in London, die von Norman Foster, Nigel Coates und David Chipperfield entworfen wurden, verkauft. Im Jahr 2005 erfolgte der Relaunch ihres Labels, das nun Katherine E Hamnett heißt. Hamnetts Label umfasst mehrere Linien, darunter eine Classic-, eine Active- sowie seit 1982 eine Denim-Linie, die sie 2008 unter dem Namen Katharine E Hamnett Jeans neu auf den Markt brachte.

## Mode und politischer Aktivismus
Bekannt wurde Hamnett vor allem aufgrund ihrer Verbindung von Politik und Mode. Sie produzierte ab 1983 sogenannte „Message-T-Shirts“ oder „Slogan-T-Shirts“ in Übergröße, auf denen in schwarzen Buchstaben ethische, soziale oder politische Botschaften wie „Think Global“ oder „Stop Acid Rain“ standen. Internationale Aufmerksamkeit wurde Hamnett zuteil, als sie bei einem Empfang britischer Modedesigner bei Premierministerin Margaret Thatcher im Jahr 1984 ein Shirt mit der Aufschrift „58% Don’t Want Pershing“ (dt. „58% sind gegen Pershingraketen“) trug. Hamnett hatte sich in dieser Zeit den Anti-Atom-Protesten von Frauen am britischen Luftwaffenstützpunkt in Greenham Common angeschlossen. Ihr Auftritt vor Thatcher gilt als „eine[r] der unvergesslichsten Modemomente des Jahrzehnts“ und als „Herausforderung des Establishments durch die Modewelt“.
Zu Hamnetts Kollektionen gehörten neben Slogan-T-Shirts, die sie zu einer der „meistkopierten Designerinnen“ werden ließen, auch zerrissene und stone-washed Jeans, die sie als erste laufstegtauglich machte, sowie Kleidung mit floralen und grafischen Drucken. Neben Bio-Baumwolle und Jersey verwendet Hamnett auch Fallschirmseide. Sie gilt als Vorreiterin für verschiedene Modestile, darunter den Military-Look. Ihre Kollektionen wurden unter anderem auf der London Fashion Week, ab 1989 auf Schauen in Paris sowie ab 1994 in Mailand gezeigt.
Im Zuge der Neupositionierung ihres Labels legte Hamnett auch auf striktere ethische Standards – im Bereich Materialien und Herstellung – wert, für die sie sich auch offen in der Modeindustrie einsetzt. Neben Themen wie Umweltverschmutzung und Krieg widmet sich Hamnett auch der AIDS-Epidemie in Afrika, so präsentierte sie 2004 Jahr Kleider mit dem Slogan „Use a Condom“. Ihre Kollektionen tragen Namen wie „Clean Up or Die“ (Herbst/Winter 2011/2012); mit „Save the Sea“ entstand erstmals eine Bademodenlinie, die Hamnett 2010 in Zusammenarbeit mit Yooxygen produzierte. Im Jahr 2012 kollaborierte Hamnett mit H&M und entwarf im Rahmen einer Klimawoche T-Shirts mit der Aufschrift „Save The Future“. Die Erlöse aus dem Verkauf kamen der Environmental Justice Foundation zugute. Bereits 2009 hatte sie in Zusammenarbeit mit H&M ein T-Shirt mit dem Slogan „Protect and Survive“ entworfen, wobei die Verkaufserlöse in Teilen Designers Against Aids zugutekamen.

## Populärkultur
Die Gruppe Wham! sorgte für eine Popularisierung der Slogan-T-Shirts, so trugen sie in ihrem Video zu Wake Me Up Before You Go-Go 1984 Shirts von Hamnett mit der Aufschrift „Choose Life“. Roger Taylor trug im selben Jahr ein gleichartiges T-Shirt im Video zu Queens Hammer to Fall. Zu Hamnetts Kunden gehörten unter anderem Madonna und Mick Jagger.

## Auszeichnungen (Auswahl)
- 1984: British Facion Council’s Designer of the Year
- 2011: Commander of the Most Excellent Order of the British Empire